# خلبان بی‌باک
خلبان بی‌باک نام سری داستان مصور بود که در ایران در دهه ۴۰ خورشیدی، به مدت ۸ سال در مجله کیهان بچه‌ها به چاپ رسید. این داستان کمیک در دو صفحه از هر شمارهٔ مجله به صورت سیاه‌وسفید چاپ می‌شد. ترجمه ماجراها و گفتگوها به شیوه خط نستعلیق نگارش و باید از چپ به راست خوانده می‌شد. جملهٔ «لطفاً این داستان را به ترتیب شماره بخوانید»، در بالای صفحه دیده می‌شد. نام خالق اثر هنک شپرنگر (Henk Sprenger) هلندی (۲۰۰۵ – ۱۹۱۹) است. این داستان به نام Piloot Storm در ژورنالی هلندی و سپس در مجلات انگلیسی و فرانسوی چاپ شد. در مجله Rocket این اثر با نام Pilot Storm در سال ۱۹۵۶ و در مجله Le Soleil به زبان فرانسوی که در سال ۱۹۵۸ در کبک چاپ شد نام این اثر Pilote Tempete بوده است. نام قهرمان اصلی این داستان خلبان جان استورم است. در ترجمه فارسی داستان عنوان خلبان بی‌باک درج شده است.

## مشخصات خلبان بی‌باک
نام: جان استورم
هویت انسان
شغل: خلبان آزمایشگر
نام مستعار: سروان استورم
توانایی: یکی از بهترین خلبانان جنگنده نیروی هوایی ایالات متحده
پایگاه: تارماک، پایگاه بسیار سری نیروی هوایی آمریکا

### وابستگان
- باک رایان
- چارلی
- ساندرا، نامزد جان
- زوتیس، مرد سبزپوست از اهالی والرون
- وال مالران، مقام دفاعی والرون
- سروان مارک، یکی از افسران تایتان
- جنی، خواهر مارک
- سنتور، پدر مارک

### دشمنان
- زورین
- دکتر دراگو

## خلاصه داستان

### آزمایش هواپیمای هورنت
به سروان استورم مأموریت می‌دهند تا به عنوان خلبان آزمایشگر، یک هواپیمای جدید بنام هورنت را آزمایش کند. به نظر می‌رسید هورنت حداکثر سرعتی بیش از ۲۰۰۰ کیلومتر در ساعت داشته باشد. در اولین آزمایش سرعت، در پرواز همسطح در ارتفاع ۴۰۰ متری از سطح زمین سرعت ۲۱۰۴ کیلومتر در ساعت اندازه‌گیری می‌شود که رکورد سرعت را صدها کیلومتر افزایش می‌دهد. هواپیمای هورنت دارای بال مثلثی و دو نفره طراحی شده است. این هواپیما می‌تواند بالاتر از هر هواپیمای دیگری (در زمان داستان) پرواز کند. در تلاش برای شکستن رکورد ارتفاع پرواز، روز دیگر هورنت از یک هواپیمای B-29 رهاسازی می‌شود، اما زمانی که هواپیما در بالاترین ارتفاع در حال رکورد شکنی است، سروان استورم احساس عجیبی دارد. به نظرش می‌رسد که می‌تواند کشتی‌های فضایی فرا زمینی را ببیند و سپس بیهوش می‌شود. هواپیما از رادار ناپدید می‌گردد. پایگاه هوایی بر این باور است که هواپیمای هورنت در ارتفاعی که تا کنون هیچ هواپیمایی به آن دست نیافته بود، در هوا منفجر شده است. با وجود این واقعیت که نمونه اولیه هواپیما از بین رفته بود، هواپیمای هورنت برای تولید انبوه تأیید می‌شود و به زودی اولین اسکادران هورنت تشکیل و به نام سروان استورم نامگذاری می‌گردد.
در واقع، سروان استورم و هواپیمایش توسط فرازمینی‌های ساکن سیاره والرون یا ناهید ربوده شده‌اند. آن‌ها انسان‌ها را زیر نظر داشتند و می‌خواستند از فناوری آنان استفاده کنند و اطلاعات ضروری را از آنان به‌دست آورند. نژاد مردم ناهید سفید بود ولی بور نبودند و از سیاره تیتان به ناهید مهاجرت کرده بودند. مردم بومی ناهید، سبزپوست بودند و از نظر بدنی قوی تر از مردم تیتان بودند ولی فناوری آن‌ها را نداشتند. مدتها پیش جنگ‌های بزرگی بین سبزپوست‌ها و مهاجران از تیتان درگرفته بود. سبزپوست‌ها بخش‌های زیادی از سرزمینشان را ازدست دادند و فقط یک قاره را حفظ کردند. در حالی که بقیه ساکنان ناهید در اتحادیه ای از ایالات مختلف زندگی می‌کردند. با این حال، با وجود جنگ‌های طولانی در گذشته، صلح و تجارت بین ساکنان سیاره برقرار بود.
ساکنان ناهید با مشکلی مواجه شده بودند. یک شورشی از نژاد تیتان بنام زورین بخش‌های بزرگی از سرزمین‌های سبزپوست‌ها را فتح و آن را به عنوان یک کشور مستقل اعلام کرده و بر آن حاکم شده بود. او با استفاده از ارتش خود به مناطق مجاور خود حمله و مردم را غارت می‌کرد. او همچنین سوخت مواد خام، اورانیوم یا چیزی شبیه آن را از زمین دریافت می‌کرد. از آنجایی که مردم تیتان از نزدیک بر زمین نظارت نداشتند، نیاز به اطلاعاتی در مورد زمین داشتند، از این رو از سروان استورم می‌خواهند تا با آنان همکاری کند تا اطلاعات لازم را به‌دست آورند. آنها یکی از مهم‌ترین جاسوسان زورین را دستگیر می‌کنند و به اتفاق سروان استورم به زمین می‌روند، تا معادن زورین در ماتو گروسو را پیدا کنند و پشتیبانان او را از بین ببرند. ناوگان جنگی ناهید با کمک سروان استورم با مردم زمین ارتباط برقرار می‌کند. سازمان ملل متحد شرایط آن‌ها را می‌پذیرد و در عوض دریافت فناوری‌های نوین با آنان در متلاشی کردن پشتیبانان زمینی زورین همکاری می‌کند.